# Instituto de Ciências do Mar
O Instituto de Ciências do Mar, conhecido como Labomar, é uma unidade acadêmica da Universidade Federal do Ceará (UFC). Foi fundado em 1960 como Estação de Biologia Marinha e transformado em Laboratório de Ciências do Mar no ano de 1969. Localiza-se em Fortaleza (Ceará), no bairro Meireles.
Conta com 2 cursos de graduação e 1 programa de pós-graduação em nível de Mestrado e Doutorado.

## Histórico
O Labomar foi fundado em 1960, inicialmente chamado de Estação de Biologia Marinha. Já em 1969, em decorrência da reestruturação da UFC, a então Estação de Biologia Marinha, passou a se chamar Laboratório de Ciências do Mar (LABOMAR), mas ainda mantendo os mesmos objetivos de realizar atividades de pesquisa e extensão em ciências marinhas. Em 18 de dezembro de 1998 foi aprovada uma nova transformação, desta vez para Instituto de Ciências do Mar, através da qual adquiriu competência regimental para ministrar cursos de graduação e pós-graduação, mantidas as características de instituição multidisciplinar voltada para a pesquisa, ensino e extensão.

## Organização
Atualmente, o Labomar conta com 2 cursos de graduação e 1 programa de pós-graduação.

### Cursos de Graduação[2][3]

#### Ciências Ambientais
O curso de Ciências Ambientais, criado em 2009, com 40 vagas ofertadas anualmente por meio do SISU na modalidade de Bacharelado na UFC tem como missão formar profissionais preparados para lidar com questões relativas ao meio ambiente, à sustentabilidade, à biodiversidade, à geodiversidade e à bioeconomia. O curso de bacharelado em Ciências Ambientais da Universidade Federal do Ceará busca capacitar profissionais com habilidade técnico-científica, ética e política para lidar com a diversidade de questões concernentes ao meio ambiente.
O trabalho dos profissionais formados em Ciências Ambientais aborda uma ampla diversidade de campos de atuação, como na elaboração de Estudos de Impacto Ambiental, Planos de Manejo e a gestão de Unidades de Conservação. O formado na área também pode se dedicar a atividades como: Sistemas de Informações Geográficas (SIG), certificações ambientais, elaboração de estudos de valoração ambiental, de tecnologias para minimização dos efeitos adversos ao meio ambiente, projetos de sustentabilidade, entre outras.
O curso de bacharelado em Oceanografia do Instituto de Ciências do Mar (LABOMAR) foi o primeiro curso aprovado em resposta ao compromisso firmado pela UFC com o Projeto de Reestruturação e Expansão das Universidades Brasileiras (REUNI). Foi criado pela Resolução N.o 7/CEPE, de 01 de abril de 2009.

#### Oceanografia
O curso de Oceanografia, criado em 2008, com 40 vagas ofertadas anualmente por meio do SISU na modalidade de Bacharelado na UFC tem por missão formar profissionais habilitados (oceanógrafos) com aptidão para atuar no mercado de trabalho, capazes de contribuir para o desenvolvimento da Oceanografia na região Nordeste e no país, e de utilizarem a ciência e a tecnologia direcionadas ao conhecimento dos oceanos, aos impactos por eles sofridos, e a exploração racional de recursos marinhos e costeiros renováveis e não-renováveis. Pode-se dizer também que a Oceanografia é a aplicação de todas as ciências para entender o fenômeno dos oceanos, sendo considerada uma ciência multidisciplinar.
Para atingir seus objetivos, o Curso de Oceanografia deve propiciar formação básica sólida em todos os ramos da ciência oceanográfica (Oceanografia Física, Oceanografia Química, Oceanografia Geológica, Oceanografia Biológica e Oceanografia Pesqueira), como forma de conhecer os diversos componentes e processos que ocorrem nos ambientes marinhos e costeiros.
O curso de bacharelado em Oceanografia do Instituto de Ciências do Mar (LABOMAR) foi o primeiro curso aprovado em resposta ao compromisso firmado pela UFC com o Projeto de Reestruturação e Expansão das Universidades Brasileiras (REUNI). Foi criado pela Resolução N.o 15/CEPE, de 03 de dezembro de 2007.

### Curso de Pós-graduação[6]

#### Programa de Pós-graduação em Ciências Marinhas Tropicais (PPGCMT)
Em 1998, o Instituto de Ciências do Mar (Labomar), da Universidade Federal do Ceará, iniciou o projeto de criação do Programa de Pós-graduação em Ciências Marinhas Tropicais (PPGCMT), que foi consolidado em 2001 com o início do curso de Mestrado e, posteriormente, com a criação do curso de Doutorado em Ciências Marinhas Tropicais (2007). Naquele momento, o Labomar contava com um quadro reduzido de docentes próprios e o programa cresceu a partir da colaboração de docentes de outras unidades e instituições, dando-lhe, desde a época, um caráter interdisciplinar e colaborativo importante. 

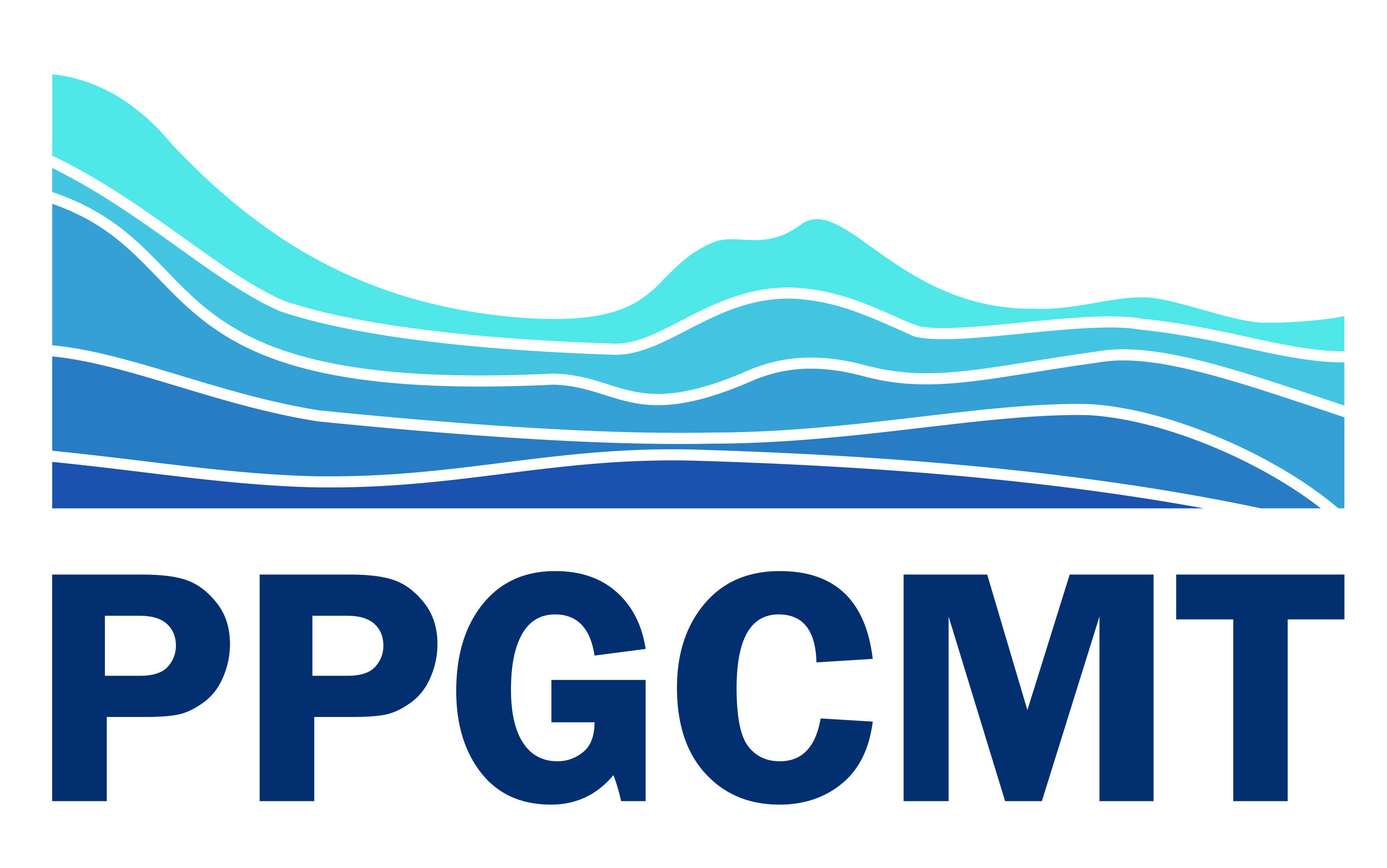
Logo do Programa de Pós-graduação em Ciências Marinhas Tropicais (LABOMAR/UFC). Curso criado em 2001 e que conta com as modalidades de Mestrado e Doutorado.

Hoje, é um programa interdisciplinar voltado para a pesquisa e o ensino em Ciências do Mar e Meio Ambiente, atuando nas mais diversas áreas da Oceanografia e das Ciências Ambientais, como a Análise de Impactos Ambientais e Contaminação do Ambiente Marinho e Costeiro, Gerenciamento Costeiro, Microbiologia, Biotecnologia Ambiental e Prospecção Sustentável de Recursos Ambientais com Ênfase em Recursos Marinhos, dentre outros.

##### Área de concentração
- Ciência, Tecnologia e Gestão Costeira e Oceânica.

##### Linhas de pesquisa
- Análise, Monitoramento e Gestão de Impactos Costeiros e Oceânicos;
- Dinâmica de Processos Ambientais e Oceânicos;
- Prospecção, Manejo e Conservação de Recursos Costeiros e Oceânicos.[7]

## Infraestrutura
A infraestrutura do Labomar conta com 20 laboratórios de pesquisa, 2 laboratórios didáticos e 1 barco de pesquisa. Também possui um Centro de Estudos Ambientais Costeiros (CEAC) e conta com uma Biblioteca, intitulada Rui Simões de Menezes.

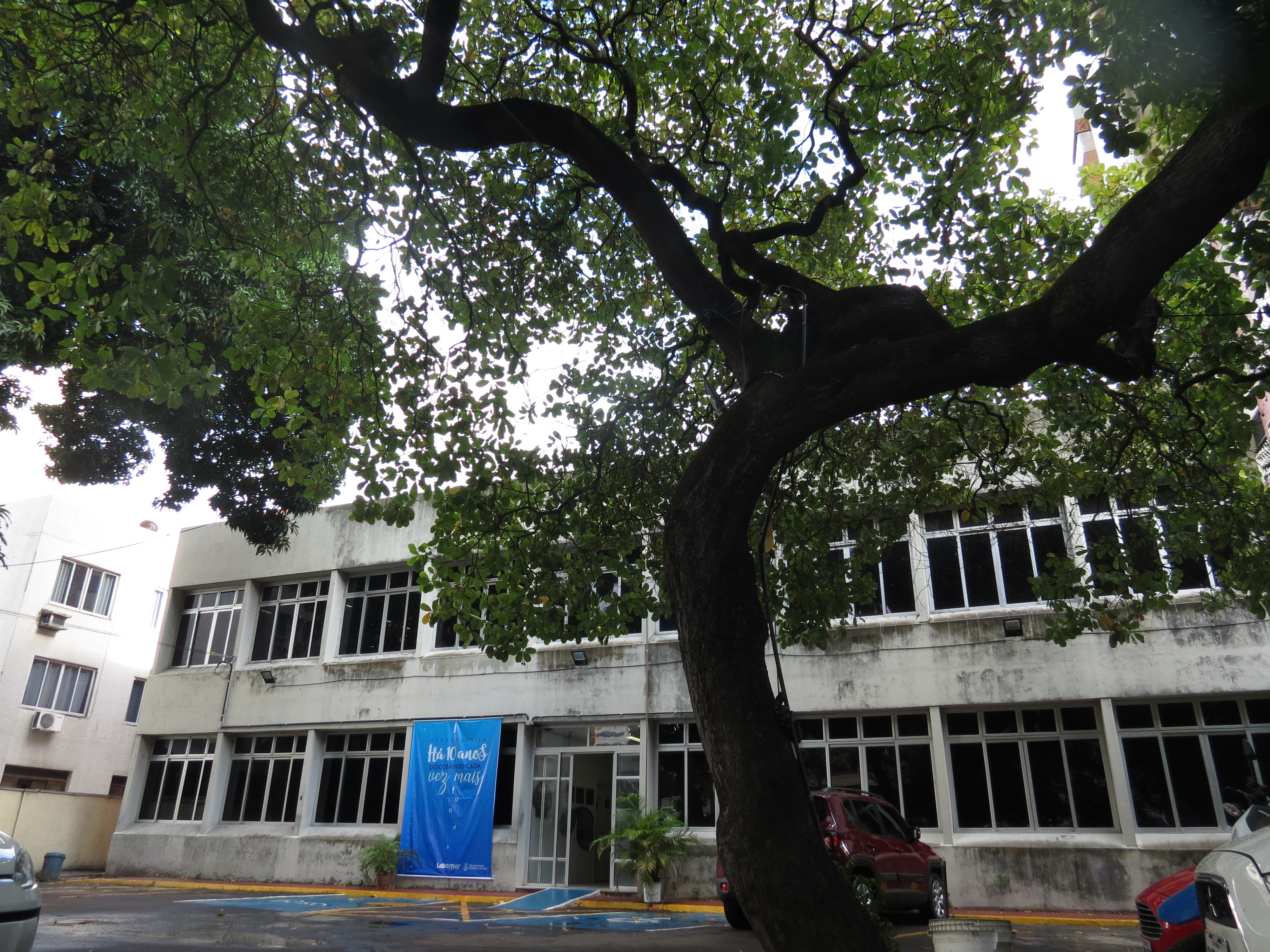
Fachada do Instituto de Ciências do Mar.

### Laboratórios

#### Pesquisa[8]
- Laboratório de Avaliação de Contaminantes Orgânicos
- Laboratório de Biogeografia e Estudos da Vegetação
- Laboratório de Biogeoquímica Costeira
- Laboratório de Biologia Molecular
- Laboratório de Bioquímica e Biotecnologia
- Laboratório de Dinâmica Costeira
- Laboratório de Dinâmica Populacional e Ecologia de Peixes Marinhos
- Laboratório de Ecologia Pesqueira
- Laboratório de Economia, Direito e Sustentabilidade
- Laboratório de Educação Ambiental Marinha
- Laboratório de Efluentes e Qualidade de Água
- Laboratório de Histopatologia
- Laboratório de Macroalgas
- Laboratório de Mergulho Científico
- Laboratório de Microbiologia Ambiental e do Pescado
- Laboratório de Nutrição de Organismos Aquáticos
- Laboratório de Observação da Terra
- Laboratório de Oceanografia Física
- Laboratório de Oceanografia Geológica
- Laboratório de Plâncton
- Laboratório de Zoobentos

#### Didáticos[9]
- Laboratório de Aulas Práticas
- Laboratório de Informática

### Barco de Pesquisa[10]

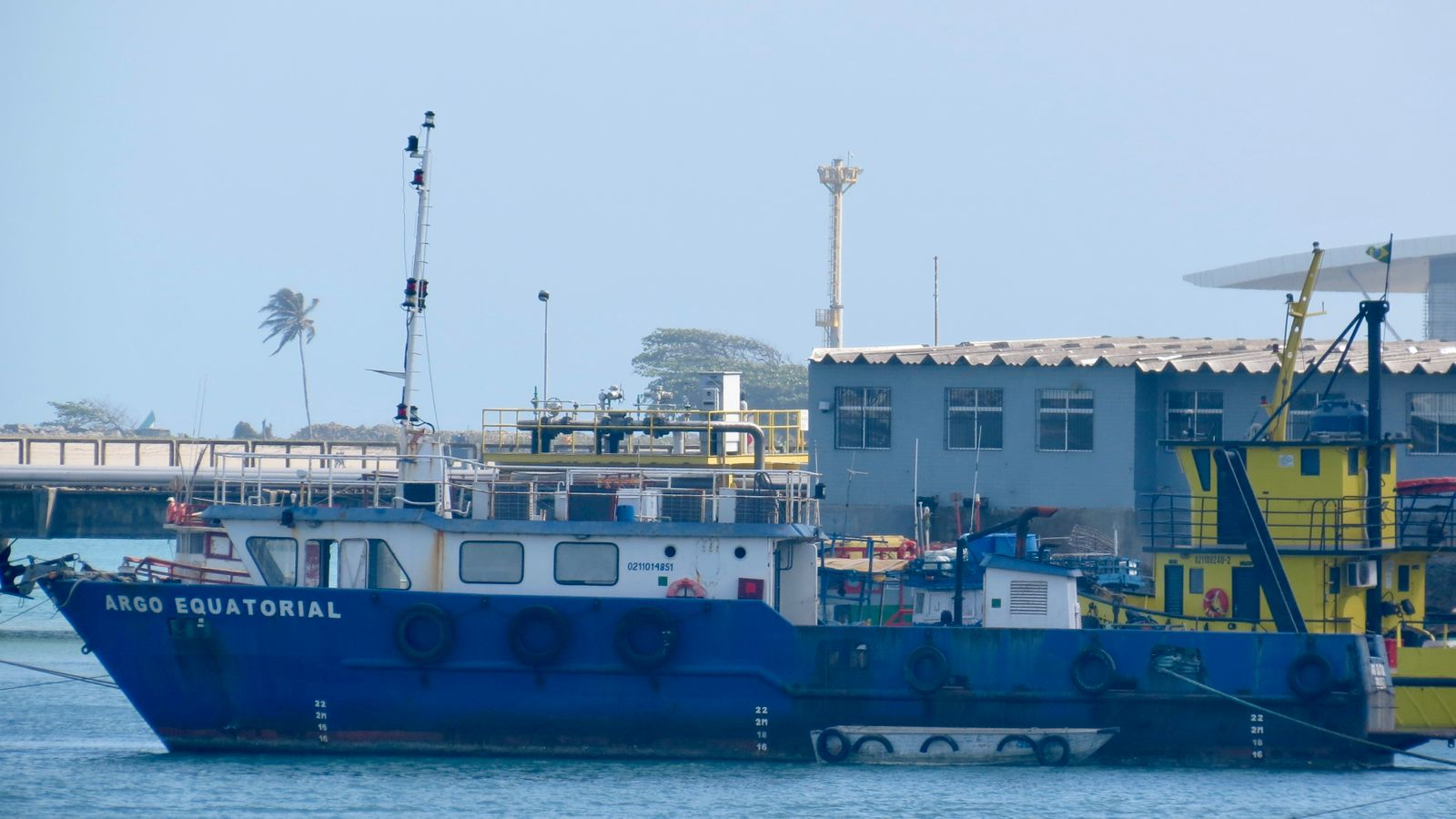
Barco Argo Equatorial

O barco Argo Equatorial foi construído em 2015 com o objetivo de apoiar as pesquisas no mar. O referido conta com 23 metros de comprimento, autonomia de mar de 10 dias e capacidade de acomodação e salvatagem de 16 pessoas.

### Centro de Estudos Ambientais Costeiros (CEAC)[12]
Criado em 2005, o CEAC é uma estação avançada de pesquisa do Labomar e encontra-se situado as margens do estuário do Rio Pacoti, município do Eusébio. O CEAC abrange uma área de 4,4 ha. Devido a sua localização estratégica, são realizados bioensaios em aquicultura marinha e estuarina, além de estudos de campo que visam o manejo e a preservação dos recursos costeiros. No CEAC também se encontra o Programa de Educação Ambiental Marinha (PEAM), atividade do Laboratório de Educação Ambiental Marinha, que se destina a desenvolver atividades pedagógicas voltadas para a conservação do ambiente costeiro e marinho.

## Ligações Externas
- Página oficial do Labomar - UFC
- Página oficial da Universidade Federal do Ceará